# Тайсон, Лаура
Лаура д’Андреа Тайсон (англ. Laura D’Andrea Tyson 28 июня 1947, Нью-Джерси) — американский экономист. Первая женщина, возглавлявшая Совет экономических консультантов при президенте США.

## Биография
Отец Лауры был итало-американцем второго  поколения.
Бакалавр женского колледжа Смит (Норхэмптон, шт. Массачусетс, 1969); доктор философии Массачусетского технологического института (1974).

## Государственная и административная деятельность
Возглавляла Совет экономических консультантов при президенте США (1993—1995); Национальный экономический совет (1995—1996); Школу бизнеса Хааса (Калифорнийский университет в Беркли, 1998—2001); Лондонскую школу бизнеса (2002—2006).

## Основные произведения
- «Югославская экономическая система и её исполнение в 70-е гг.» (The Yugoslav Economic System and Its Performance in the 1970s., 1980);
- «Экономический доклад президенту, 1994» (Economic Report of the President 1994, в соавторстве с М. Бэйли и Дж. Стиглицем).